# 聖何塞奧赫特納姆
聖何塞奧赫特納姆（西班牙語：San José Ojetenam），是危地馬拉的城鎮，位於該國西南部，由聖馬科斯省負責管轄，面積37平方公里，海拔高度3,321米，2002年人口16,541，人口密度每平方公里447.05人。